# Kenta Matsudaira
Kenta Matsudaira (en japonais 松平 健太), né le 11 avril 1991 est un pongiste japonais.

## Biographie
Âgé à peine de 17 ans, il est la véritable révélation des championnats du monde de tennis de table de Yokohama puisqu'il parvient à se hisser jusqu'en huitième de finale ou il s'incline de justesse face à Ma Lin.
En 2009 il est classé no 50 mondial mais no 1 mondial des moins de 18 ans. Son style de jeu est caractérisé par une défense à la table, son point fort étant un bloc, notamment revers. Il est également un des rares joueurs à utiliser systématiquement le service marteau, décliné pour obtenir de nombreuses variations d'effets et de vitesses.
Il remporte l'Open du Japon ITTF en double en 2010, et l'Open de Pologne ITTF en 2012.
En 2013, aux championnats du monde de tennis de table, il crée un nouvel exploit en s'imposant dès les premiers tours contre Ma Lin, 8e joueur mondial. Il parvient à se qualifier en quart de finale, alors âgé de 22 ans, en battant Vladimir Samsonov.